# 稚内副港市場
稚内副港市場（わっかないふくこういちば）は、北海道稚内市にある複合商業施設。

## 概要
「稚内市第一副港地区シーグランド計画」に位置づけられ、かつて稚内の賑わいの場であった第一副港に「水産」「観光」「サハリン」をキーワードとした「第一副港地区優良建築物等整備事業」により地域経済の活性化、市民と来訪者の交流の場を提供し、新たな拠点の形成を図った。稚内市、稚内信用金庫、中田組、藤建設、石塚建設興業、坂本建設の出資による第三セクター「副港開発」が管理運営している。土産物店、食事処、屋台村、日帰り入浴施設、稚内市による「港ギャラリー」（指定管理者は副港開発）、コミュニティ放送「エフエムわっかない」（FMわっぴー）のサテライトスタジオなどがある。みなとオアシス「わっかない」を構成する施設になっているほか、稚内市ポートサービスセンターとともに「海の駅」に認定されている。
しかし、近年来場者の減少により経営不振に陥り、譲渡先を探したものの譲渡先は見つからず、2020年3月31日をもって副港開発が直営する8店舗は閉鎖された。
2020年11月5日開かれた稚内市の臨時市議会で、市場棟が魚常明田鮮魚店へ売却されることが決定し、2021年4月3日に市場棟をリニューアルオープンした。
2022年6月、稚内市は「港のゆ」に指定管理者制度を導入し、公募を経てフィル&スマイルを選定。2022年10月28日に「ヤムワッカナイ温泉港のゆ」としてリニューアルオープンした。

## 施設
「フロアマップ」参照
ギャラリー棟
- 稚内市港ギャラリー
  - 樺太ノスタルジー
  - 港ノスタルジー
  - 稚内ノスタルジー
  - 観光情報コーナー
- エフエムわっかない（FMわっぴー）
- 屋内広場（こども広場）

温泉棟
- 港のゆ
- 北の台所なごみ
- 稚内市樺太記念館

市場棟
- 魚常明田鮮魚店
- てっぺん食堂
- 海鮮丼魚常
- カフェPotto
- お惣菜kuu

※市場棟は魚常明田鮮魚店の所有である。
波止場横丁
- 鉄板焼き 正ちゃん
- 立ち呑み 笑ちゃん

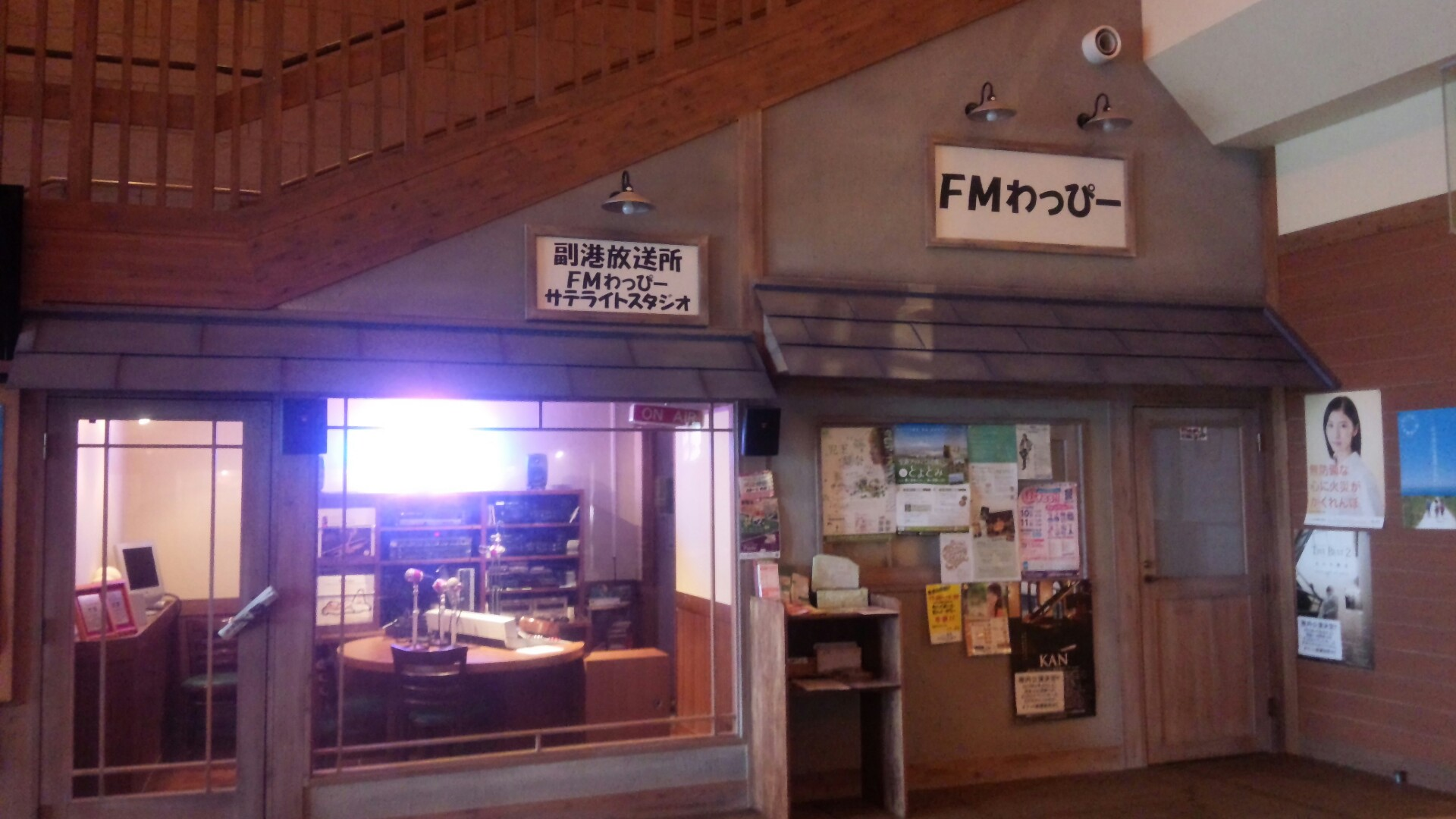
FMわっぴーサテライトスタジオ（2016年9月）
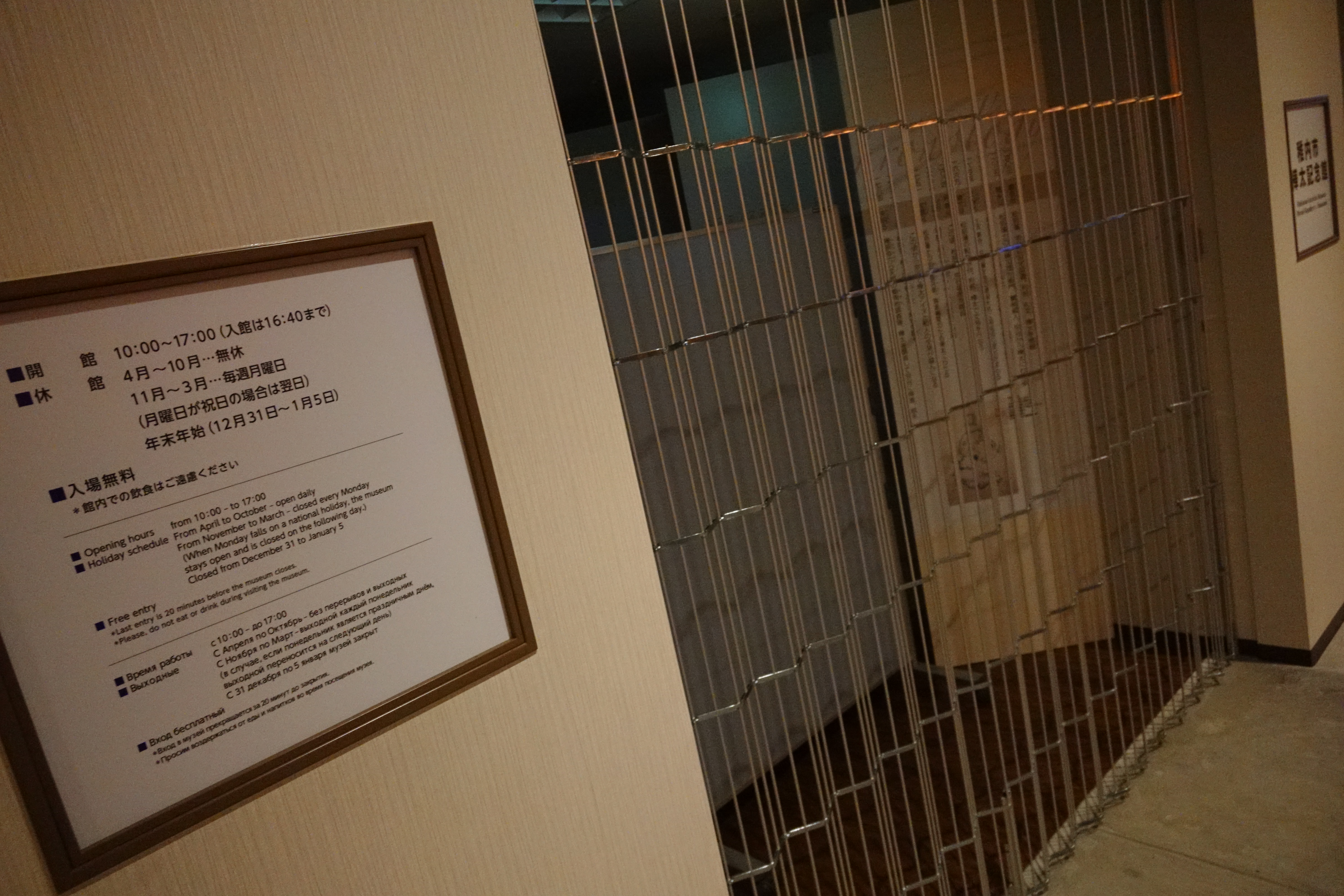
稚内市樺太記念館（2018年5月）

## アクセス
国道40号、副港通沿いに位置している。
- 宗谷バス「港2丁目」バス停から徒歩約1分
- 北海道旅客鉄道（JR北海道）
  - 稚内駅（キタカラ（KITAcolor））から車で約3分、徒歩約11分
  - 南稚内駅から車で約4分、徒歩約18分
- 稚内空港から車で約20分